# Болдри, Джон
Джон Уи́льям «Лонг Джон» Бо́лдри (англ. John William «Long John» Baldry; 12 января 1941 — 21 июля 2005) — англо-канадский певец, признанный одним из наиболее влиятельных блюзовых музыкантов.

## Биография
Болдри, выступавший совместно со многими ставшими впоследствии знаменитыми музыкантами (вместе с ним через группы Blues Incorporated и Cyril Davies All-Stars в 1962—1965 годах прошли, в частности, Мик Джаггер и Чарли Уоттс, Джек Брюс, Ники Хопкинс, Джимми Пейдж), а Род Стюарт и Элтон Джон выступали в его группах, имел лишь эпизодические успехи в чартах: в 1967 году сингл «Let the Heartaches Begin» возглавил UK Singles Chart, в 1980 году записанная в дуэте с Кэти Макдональд песня «You've Lost That Lovin' Feelin'» поднялась до #2 в Австралии. При этом, согласно Allmusic, «наряду с Клиффом Ричардом, Крисом Фарлоу, Slade, Blur и eel pie, Долговязый Джон Болдри — чисто британский феномен, упорно сопротивляющийся 'переводу' на американский».
С конца 1970-х годов и вплоть до самой свой смерти в 2005 году Джон Болдри жил в Канаде; он продолжал записывать пластинки, но наибольшую известность получил, озвучивая роли (Доктор Айво Роботник в Adventures of Sonic the Hedgehog, и др.).

## Дискография
- Long John's Blues (1964)
- Looking at Long John (1966)
- Let the Heartaches Begin (1968)
- Let There Be Long John (1968)
- Wait For Me (1969)
- It Ain't Easy (1971)
- Everything Stops for Tea (1972)
- Good To Be Alive (1973)
- Welcome To Club Casablanca (1976)
- Baldry's Out! (1979)
- Boys in the Band (1980)
- Long John Baldry (1980)
- Rock With The Best (1982)
- The Best of Long John Baldry (1982)
- Silent Treatment (1986)
- Long John Baldry & Friends (1986)
- Live In Toronto (1986)
- A Touch of the Blues (1989)
- It Still Ain't Easy (1991)
- On Stage Tonight - Baldry's Out! (1993)
- A Thrill's A Thrill: The Canadian Years (1995)
- Right To Sing The Blues (1996)
- Let The Heartaches Begin: The Pye Anthology (1998)
- Evening Conversation (1999)
- Remembering Leadbelly (2001)
- Baldry's Back (2004)
- Boogie Woogie: The Warner Bros. Recordings (2005)
- Looking At Long John Baldry: The UA Years 1964-1966 (2006)
- Live - Iowa State University (2009)
- The Best of the Stony Plain Years (2014)